# Aroue-Ithorots-Olhaïby
Pour les articles homonymes, voir Aroue, Ithorots et Olhaïby.
Aroue-Ithorots-Olhaïby [aʁu itɔʁɔts ɔlajbi] (Arüe-Ithorrotze-Olhaibi en basque) est une commune française, située dans le département des Pyrénées-Atlantiques en région Nouvelle-Aquitaine.

## Géographie

### Localisation
La commune d'Aroue-Ithorots-Olhaïby se trouve dans le département des Pyrénées-Atlantiques, en région Nouvelle-Aquitaine.
Elle se situe à 57 km par la route de Pau, préfecture du département, à 66 km de Bayonne, sous-préfecture, et à 10 km de Saint-Palais, bureau centralisateur du canton du Pays de Bidache, Amikuze et Ostibarre dont dépend la commune depuis 2015 pour les élections départementales. 
La commune fait en outre partie du bassin de vie de Saint-Palais.
Les communes les plus proches sont : 
Etcharry (1,0 km), Lichos (3,7 km), Nabas (3,8 km), Charritte-de-Bas (3,9 km), Domezain-Berraute (4,0 km), Charre (4,0 km), Rivehaute (4,2 km), Gestas (4,3 km).
Sur le plan historique et culturel, Aroue-Ithorots-Olhaïby fait partie de la province de la Soule, un des sept territoires composant le Pays basque,. La Basse-Navarre en est la province la plus variée en ce qui concerne son patrimoine, mais aussi la plus complexe du fait de son morcellement géographique. Depuis 1999, l'Académie de la langue basque ou Euskalzaindia divise le territoire du Labourd en six zones,. La Soule, traversée par la vallée du Saison, est restée repliée sur ses traditions (mascarades, pastorales, chasse à la palombe, etc). Elle se divise en Arbaille, Haute-Soule et Basse-Soule, dont fait partie la commune.

### Communes limitrophes
Les communes limitrophes sont  Ainharp, Charritte-de-Bas, Domezain-Berraute, Espiute, Espès-Undurein, Etcharry, Lichos, Lohitzun-Oyhercq et Nabas.
| Etcharry          | Espiute (sur 100 m)    | Nabas                      |
| Domezain-Berraute | Aroue-Ithorots-Olhaïby | Lichos, Charritte-de-Bas   |
| Lohitzun-Oyhercq  | Ainharp                | Espès-Undurein (sur 100 m) |

### Hydrographie

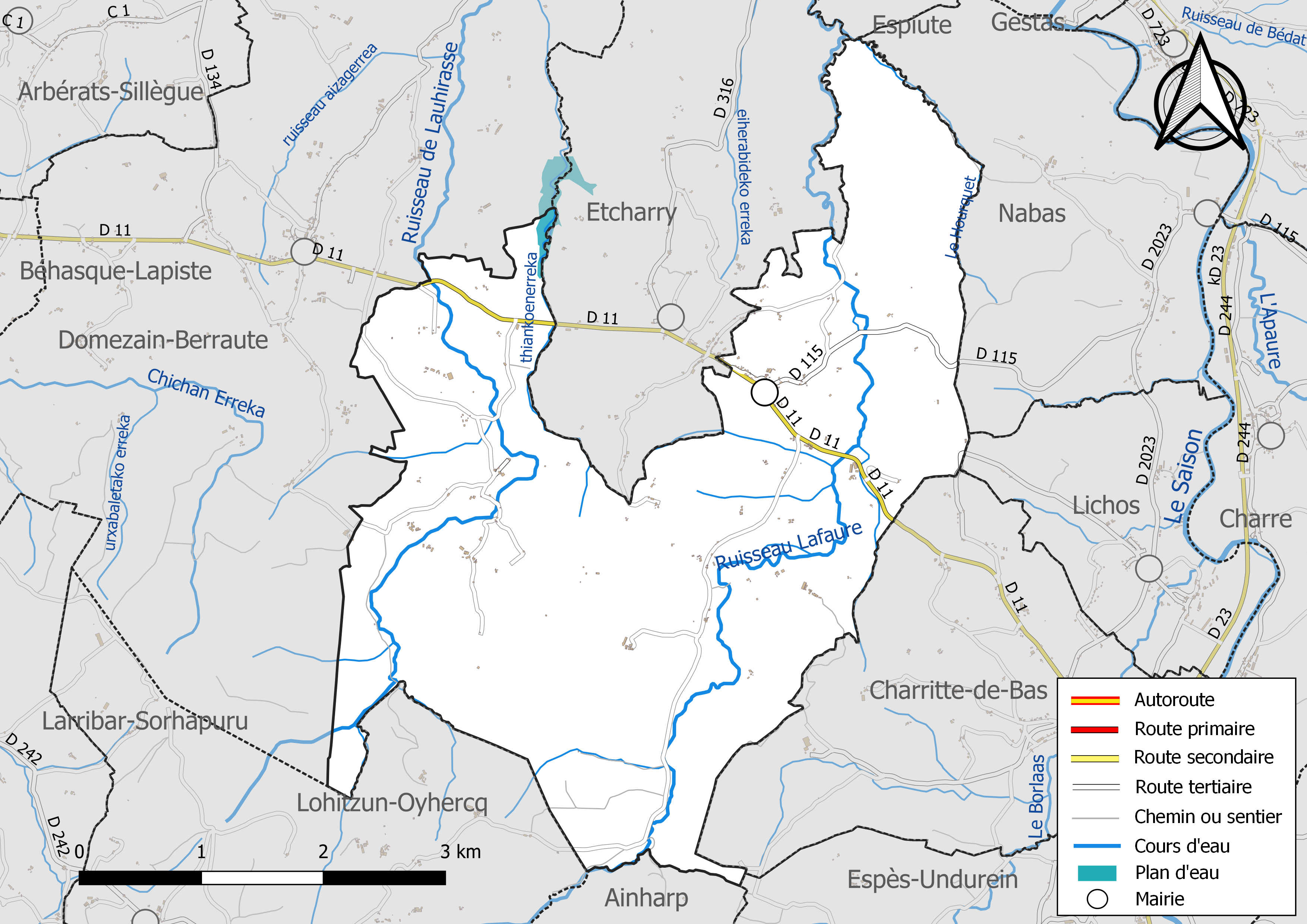
Réseaux hydrographique et routier d'Aroue-Ithorots-Olhaïby.

La commune est drainée par le Lauhirasse, le Lafaure, un bras du Lafaure, un bras du Lafaure, le Hourquet, thiankoenerreka, et par divers petits cours d'eau, constituant un réseau hydrographique de 25 km de longueur totale,.
Le Lauhirasse, d'une longueur totale de 15,5 km, prend sa source dans la commune de Lohitzun-Oyhercq et s'écoule du sud vers le nord. Il traverse la commune et se jette dans le Saison à Guinarthe-Parenties, après avoir traversé 5 communes.
Le Lafaure, d'une longueur totale de 16,7 km, prend sa source dans la commune de Lohitzun-Oyhercq et s'écoule du sud vers le nord. Il traverse la commune et se jette dans le Saison à Espiute, après avoir traversé 5 communes.

### Climat
Pour des articles plus généraux, voir Climat de la Nouvelle-Aquitaine et Climat des Pyrénées-Atlantiques.
Historiquement, la commune est exposée à un micro climat océanique basque.  
En 2020, Météo-France publie une typologie des climats de la France métropolitaine dans laquelle la commune est exposée à un climat de montagne et est dans la région climatique Pyrénées atlantiques, caractérisée par une pluviométrie élevée (>1 200 mm/an) en toutes saisons, des hivers très doux (7,5 °C en plaine) et des vents faibles.
Pour la période 1971-2000, la température annuelle moyenne est de 13,7 °C, avec une amplitude thermique annuelle de 13,5 °C. Le cumul annuel moyen de précipitations est de 1 307 mm, avec 12,2 jours de précipitations en janvier et 8,5 jours en juillet. Pour la période 1991-2020, la température moyenne annuelle observée sur la station météorologique la plus proche, située sur la commune de Saint-Gladie-Arrive-Munein à 7,05 km à vol d'oiseau, est de 14,3 °C et le cumul annuel moyen de précipitations est de 1 323,1 mm,. Pour l'avenir, les paramètres climatiques de la commune estimés pour 2050 selon différents scénarios d’émission de gaz à effet de serre sont consultables sur un site dédié publié par Météo-France en novembre 2022.

### Milieux naturels et biodiversité

#### Réseau Natura 2000
Le réseau Natura 2000 est un réseau écologique européen de sites naturels d'intérêt écologique élaboré à partir des Directives « Habitats » et « Oiseaux », constitué de zones spéciales de conservation (ZSC) et de zones de protection spéciale (ZPS).
Un site Natura 2000 a été défini sur la commune au titre de la « directive Habitats » : « le Saison (cours d'eau) », d'une superficie de 2 200 ha, un cours d'eau de très bonne qualité à salmonidés,.

## Urbanisme

### Typologie
Au 1er janvier 2024, Aroue-Ithorots-Olhaïby est catégorisée commune rurale à habitat très dispersé, selon la nouvelle grille communale de densité à sept niveaux définie par l'Insee en 2022.
Elle est située hors unité urbaine. Par ailleurs la commune fait partie de l'aire d'attraction de Saint-Palais, dont elle est une commune de la couronne,. Cette aire, qui regroupe 25 communes, est catégorisée dans les aires de moins de 50 000 habitants,.

### Occupation des sols

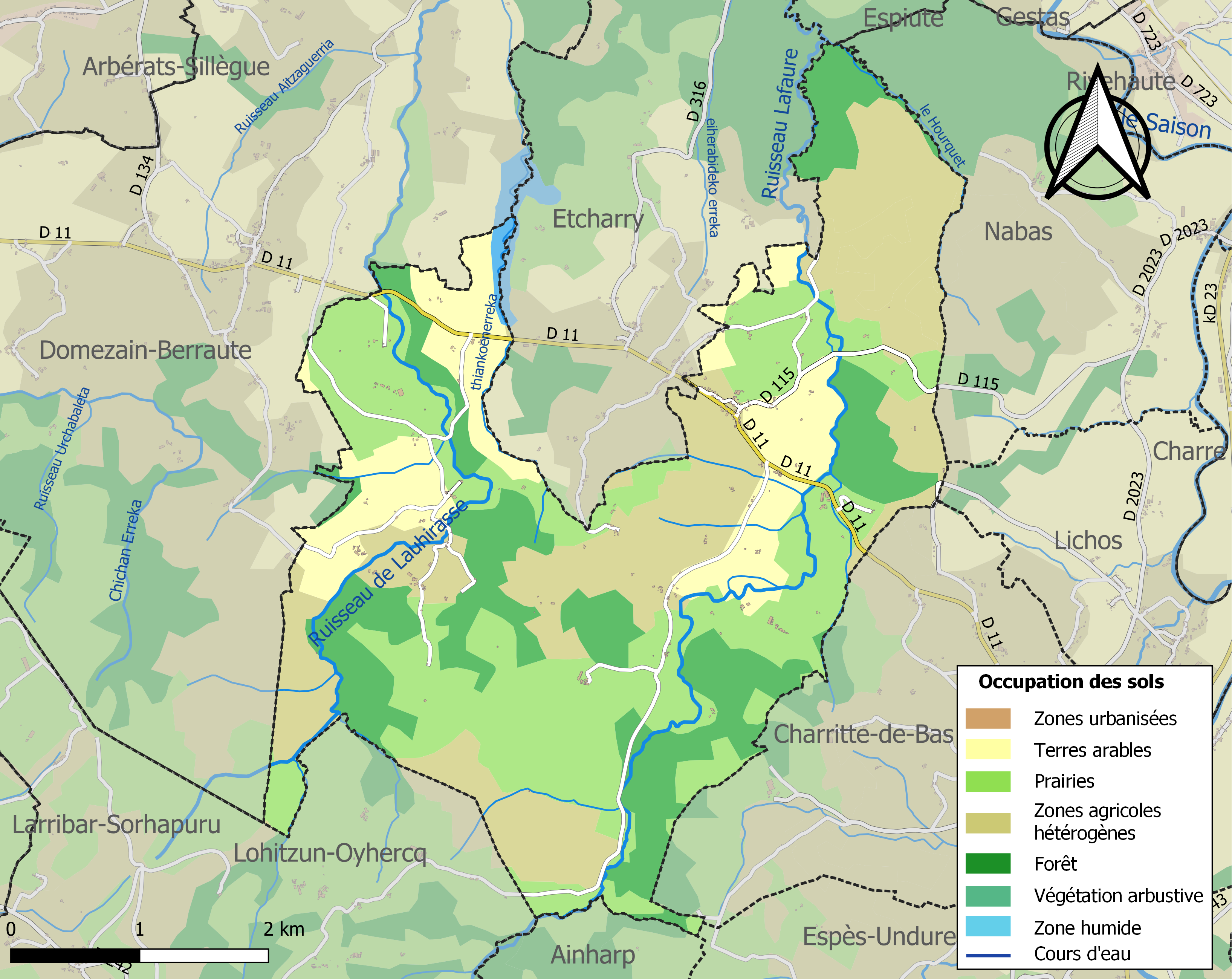
Carte des infrastructures et de l'occupation des sols de la commune en 2018 (CLC).

L'occupation des sols de la commune, telle qu'elle ressort de la base de données européenne d’occupation biophysique des sols Corine Land Cover (CLC), est marquée par l'importance des territoires agricoles (78,1 % en 2018), en augmentation par rapport à 1990 (75 %). La répartition détaillée en 2018 est la suivante : 
prairies (34,3 %), zones agricoles hétérogènes (29,2 %), forêts (21,6 %), terres arables (14,6 %), eaux continentales (0,4 %). L'évolution de l’occupation des sols de la commune et de ses infrastructures peut être observée sur les différentes représentations cartographiques du territoire : la carte de Cassini (XVIIIe siècle), la carte d'état-major (1820-1866) et les cartes ou photos aériennes de l'IGN pour la période actuelle (1950 à aujourd'hui).

### Lieux-dits et hameaux
Cinq quartiers composent la commune d'Aroue-Ithorots-Olhaiby :

#### Aroue
- Elizatea
- Aldegaraia
- Aldepea

#### Ithorots
- Ithorrotze (Ithorots en français)

#### Olhaiby
- Olhaibi (Olhaïby en français).

### Voies de communications et transports
La commune est desservie par les routes départementales D 11 et D 115.

### Risques majeurs
Le territoire de la commune d'Aroue-Ithorots-Olhaïby est vulnérable à différents aléas naturels : météorologiques (tempête, orage, neige, grand froid, canicule ou sécheresse), feux de forêts et séisme (sismicité moyenne). Un site publié par le BRGM permet d'évaluer simplement et rapidement les risques d'un bien localisé soit par son adresse soit par le numéro de sa parcelle.
Aroue-Ithorots-Olhaïby est exposée au risque de feu de forêt. En 2020, le premier plan de protection des forêts contre les incendies (PDPFCI) a été adopté pour la période 2020-2030. La réglementation des usages du feu à l’air libre et les obligations légales de débroussaillement dans le département des Pyrénées-Atlantiques font l'objet d'une consultation de public ouverte du 16 septembre au 7 octobre 2022,.

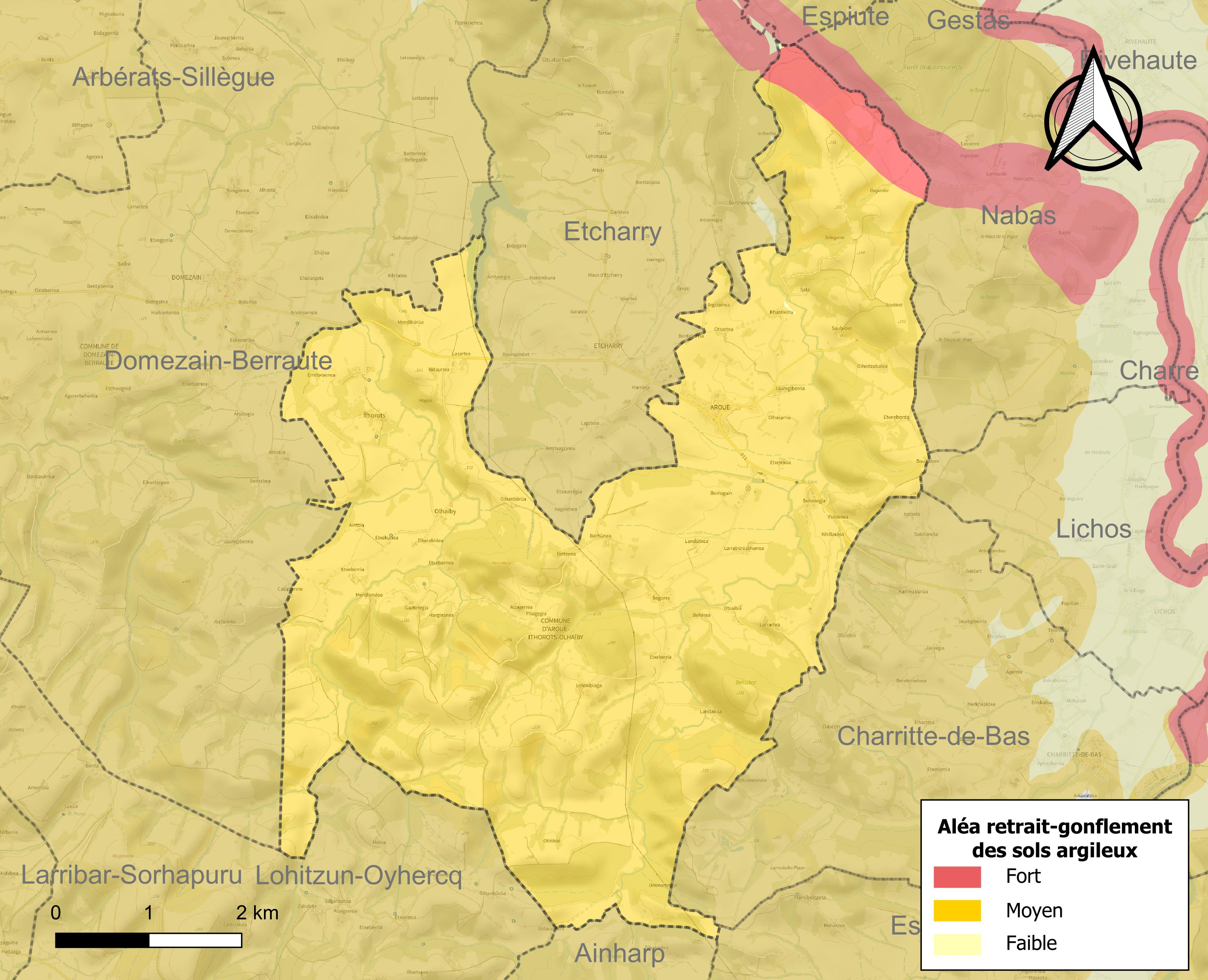
Carte des zones d'aléa retrait-gonflement des sols argileux d'Aroue-Ithorots-Olhaïby.

Le retrait-gonflement des sols argileux est susceptible d'engendrer des dommages importants aux bâtiments en cas d’alternance de périodes de sécheresse et de pluie. La totalité de la commune est en aléa moyen ou fort (59 % au niveau départemental et 48,5 % au niveau national). Depuis le 1er octobre 2020, en application de la loi ELAN, différentes contraintes s'imposent aux vendeurs, maîtres d'ouvrages ou constructeurs de biens situés dans une zone classée en aléa moyen ou fort,.
La commune a été reconnue en état de catastrophe naturelle au titre des dommages causés par les inondations et coulées de boue survenues en 1982, 1983, 2008, 2009 et 2014.

## Toponymie

### Attestations anciennes
Le toponyme Aroue apparaît sous les formes 
Aroe (1337), 
Aroa (1385, collection Duchesne volume CXIV), 
Aroe et Sent Stephen d'Aroe (respectivement 1460 et 1469, contrats d'Ohix), 
Degaierie de Aroa (1520) et 
Aroue (1690).
Le toponyme Ithorots apparaît sous les formes 
Ithorrodz (1337), 
Uthorrotz (1469), 
Itorrotz, Utorrotz, Uturrotz et Ytorrotz (respectivement 1469, 1478, vers 1480 et 1482, contrats d'Ohix), 
Uthurrotz (1480), 
Yptorrotz et Iptorrotz (1690), 
Ithorrots (1793 ou an II) et 
Ittorolz (1801, Bulletin des Lois).
Le toponyme Olhaïbi apparaît sous les formes 
Olhaivie (1308), 
Olhabie (1375, contrats de Luntz), 
Olfabie (1376, montre militaire de Béarn), 
Olhaibie et Olhabia (respectivement 1385 et 1407, collection Duchesne volume CXIV), 
Olhayvi (1496, contrats d'Ohix), 
Olharby (1563, aveux de Languedoc), 
Olhayby et Olhaybié (1690) et 
Olhaiby (1793 ou an II).

### Étymologie
Jean-Baptiste Orpustan indique qu'Ithorots pourrait signifier 'source, fontaine froide' et Olhaïby 'le gué des cabanes'.

### Autres toponymes
Le toponyme Abbadie est mentionné en 1863 (dictionnaire topographique Béarn-Pays basque) et provient de l'abbaye laïque d'Ithorots, vassale de la vicomté de Soule.
Bartulague désignait une ferme d’Ithorots-Olhaïby, déjà mentionnée sous les graphies Bairulague (1477, contrats d'Ohix) et Barhulague (1863, dictionnaire topographique Béarn-Pays basque).
Béloscar est une ferme d’Aroue, dont les contrats d’Ohix font mention en 1496.
L'hydronyme Lafaure apparaît sous les formes 
la Phaura en 1538 (réformation de Béarn) et 
la Phaure et 1863.
Olhassaria était un fief d’Aroue, vassal de la vicomté de Soule, mentionné sous les graphies 
Olhassari (XVIIe siècle, titres D'Arthez-Lassalle) et 
Olhassarry (1863, dictionnaire topographique Béarn-Pays basque).

### Graphie basque
Son nom basque actuel est Arüe-Ithorrotze-Olhaibi.

## Histoire
Paul Raymond note qu'Aroue était un des sept vics de la Soule, et dépendait de la messagerie de la Barhoue.
Il y avait à Ithorots une abbaye laïque vassale de la vicomté de Soule.
Le fief d'Olhaïby était vassal de la vicomté de Soule, et son titulaire était l'un des dix potestats de Soule.
La commune fut "temple de la Raison" pendant la Révolution, sans doute à cause du voisinage béarnais, Aroue fut la seule commune basque à adopter la politique jacobine antireligieuse.
Entre 1790 et 1794, la commune d'Ithorots absorbe Olhaïby pour former la nouvelle commune d'Ithorots-Olhaïby. Le 1er août 1973 (par arrêté préfectoral du 20 juillet 1973), la commune d'Aroue absorbe Ithorots-Olhaïby pour former la nouvelle commune d'Aroue-Ithorots-Olhaïby.

## Politique et administration

### Liste des maires
| Période                                  | Période  | Identité            | Étiquette   | Qualité |
| ---------------------------------------- | -------- | ------------------- | ----------- | --- |
| 1953                                     | 2001     | Franz Duboscq       | UDR-RPR-UMP | Agriculteur Conseiller général du canton de Saint-Palais (1971-1994), député (1968-1973), sénateur (1983-1992), Président du Conseil Général (1976-1995) |
| 2001                                     | 2008     | Marcel Gégu         | DVD         | |
| 2008                                     | 2020     | Jean-Pascal Barneix |             | |
| 2020                                     | En cours | Michel Sicre        |             | |
| Les données manquantes sont à compléter. |          |                     |             | |

### Intercommunalité
La commune appartient à huit structures intercommunales :
- la communauté d'agglomération du Pays Basque ;
- le syndicat AEP du pays de Mixe ;
- le syndicat AEP du pays de Soule ;
- le syndicat d'énergie des Pyrénées-Atlantiques ;
- le syndicat de regroupement pédagogique d'Arbérats-Sillègue, Arbouet-Sussaute, Aroue et Etcharry ;
- le syndicat intercommunal pour le fonctionnement des écoles d'Amikuze ;
- le syndicat intercommunal pour le soutien à la culture basque ;
- le syndicat mixte forestier des chênaies des vallées basques et béarnaises.

## Population et société

### Démographie
Le nom des habitants est Arüetar.
L'évolution du nombre d'habitants est connue à travers les recensements de la population effectués dans la commune depuis 1793. Pour les communes de moins de 10 000 habitants, une enquête de recensement portant sur toute la population est réalisée tous les cinq ans, les populations de référence des années intermédiaires étant quant à elles estimées par interpolation ou extrapolation. Pour la commune, le premier recensement exhaustif entrant dans le cadre du nouveau dispositif a été réalisé en 2004.

En 2022, la commune comptait 231 habitants, en évolution de −5,33 % par rapport à 2016 (Pyrénées-Atlantiques : +3,78 %, France hors Mayotte : +2,11 %).
| 1793 | 1800 | 1806 | 1821 | 1831 | 1836 | 1841 | 1846 | 1851 |
| ---- | ---- | ---- | ---- | ---- | ---- | ---- | ---- | ---- |
| 464  | 379  | 543  | 509  | 514  | 555  | 535  | 500  | 506  |

| 1856 | 1861 | 1866 | 1872 | 1876 | 1881 | 1886 | 1891 | 1896 |
| ---- | ---- | ---- | ---- | ---- | ---- | ---- | ---- | ---- |
| 506  | 466  | 393  | 400  | 402  | 368  | 340  | 355  | 352  |

| 1901 | 1906 | 1911 | 1921 | 1926 | 1931 | 1936 | 1946 | 1954 |
| ---- | ---- | ---- | ---- | ---- | ---- | ---- | ---- | ---- |
| 328  | 345  | 326  | 268  | 277  | 254  | 249  | 270  | 265  |

| 1962 | 1968 | 1975 | 1982 | 1990 | 1999 | 2004 | 2006 | 2009 |
| ---- | ---- | ---- | ---- | ---- | ---- | ---- | ---- | ---- |
| 268  | 223  | 286  | 249  | 254  | 230  | 246  | 260  | 245  |

| 2014 | 2019 | 2022 | - | - | - | - | - | - |
| ---- | ---- | ---- | - | - | - | - | - | - |
| 248  | 232  | 231  | - | - | - | - | - | - |

De 1793 à 1968, la population indiquée ne reflète que celle d'Aroue, encore séparé d'Ithorots-Olhaïby, dont la population durant cette même période est décrite ci-dessous.
| 1793 | 1800 | 1806 | 1821 | 1831 | 1836 | 1841 | 1846 | 1851 |
| ---- | ---- | ---- | ---- | ---- | ---- | ---- | ---- | ---- |
| 257  | 265  | 254  | 312  | 292  | 302  | 298  | 300  | 264  |

| 1856 | 1861 | 1866 | 1872 | 1876 | 1881 | 1886 | 1891 | 1896 |
| ---- | ---- | ---- | ---- | ---- | ---- | ---- | ---- | ---- |
| 263  | 249  | 241  | 211  | 224  | 220  | 207  | 205  | 205  |

| 1901 | 1906 | 1911 | 1921 | 1926 | 1931 | 1936 | 1946 | 1954 |
| ---- | ---- | ---- | ---- | ---- | ---- | ---- | ---- | ---- |
| 199  | 199  | 196  | 163  | 153  | 142  | 136  | 122  | 93   |

| 1962 | 1968 | - | - | - | - | - | - | - |
| ---- | ---- | - | - | - | - | - | - | - |
| 87   | 85   | - | - | - | - | - | - | - |

## Économie
La commune fait partie de la zone d'appellation de l'ossau-iraty.

## Culture locale et patrimoine

### Lieux et monuments

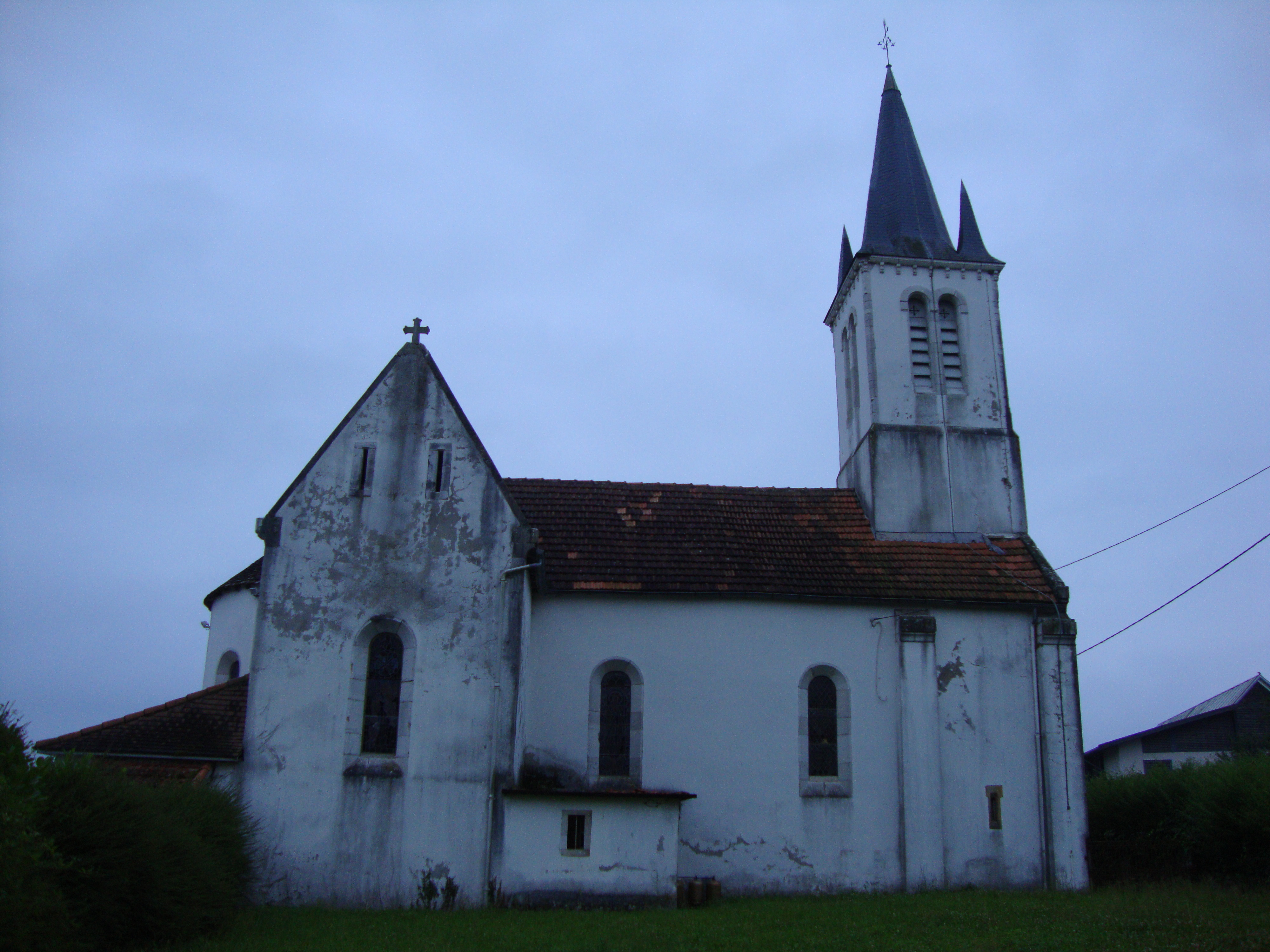
L'église Saint-Étienne d'Aroue dans la lumière du matin.

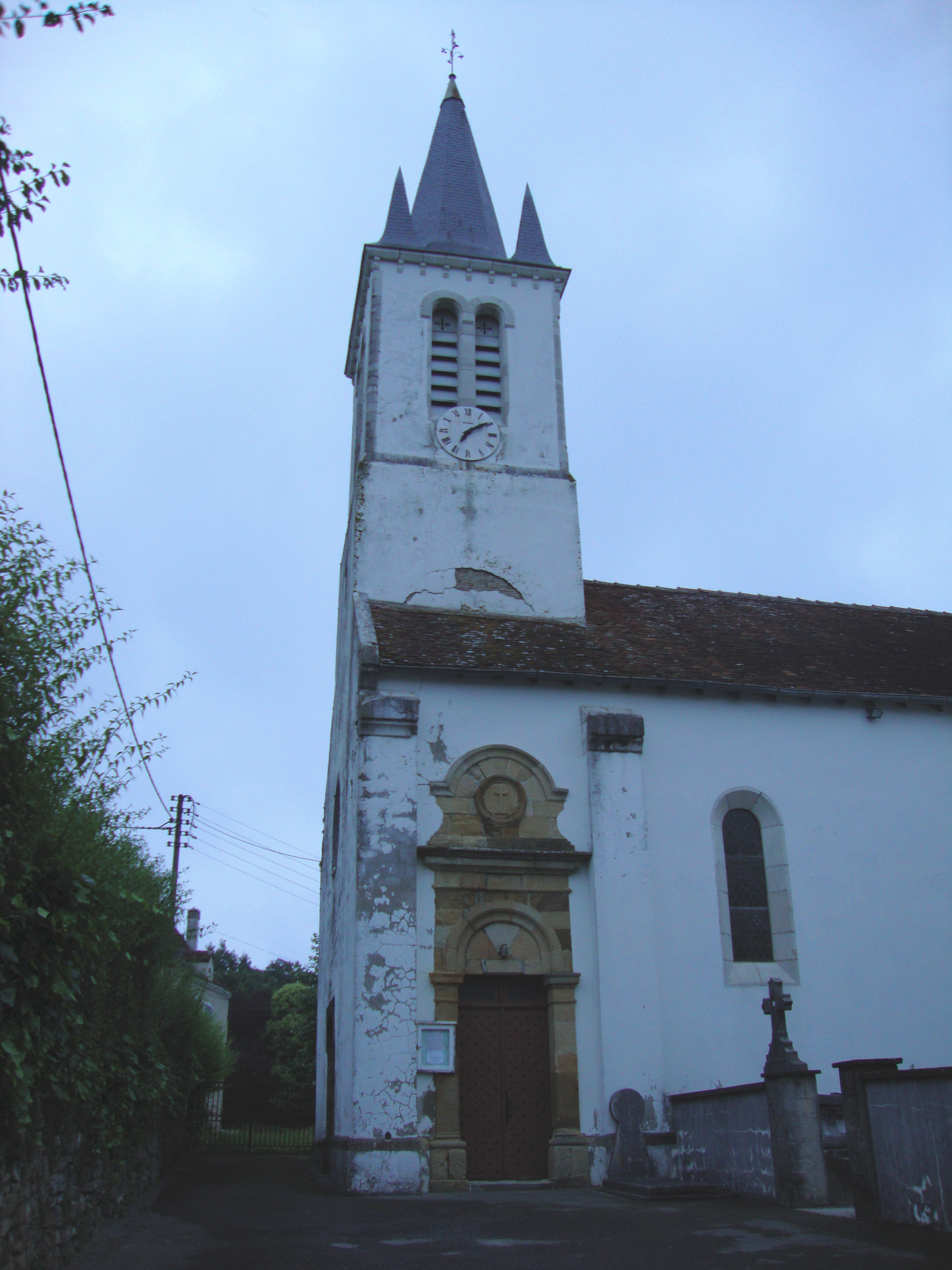
La tour de l'église d'Aroue.

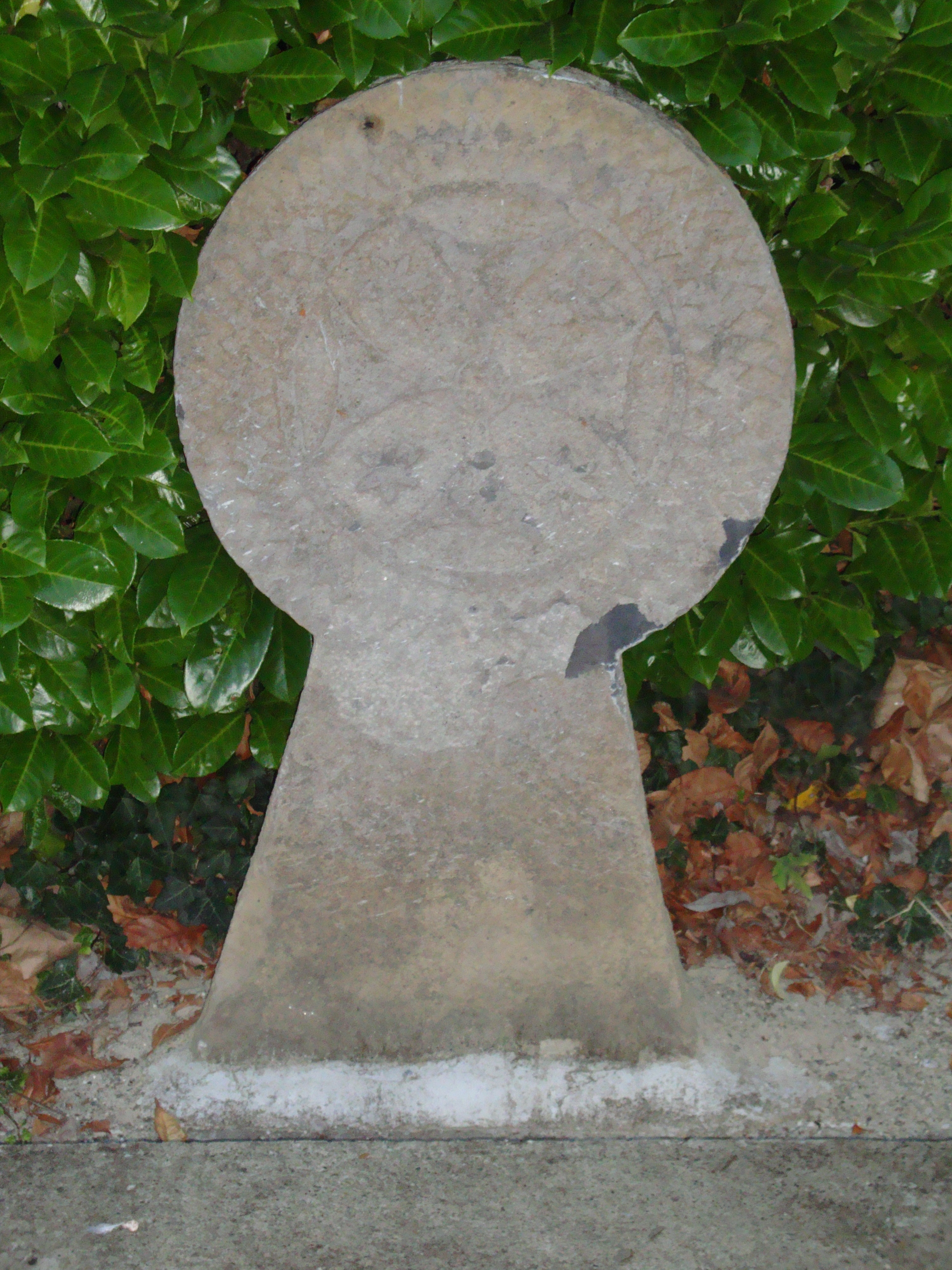
Stèle discoïdale du cimetière d'Aroue.

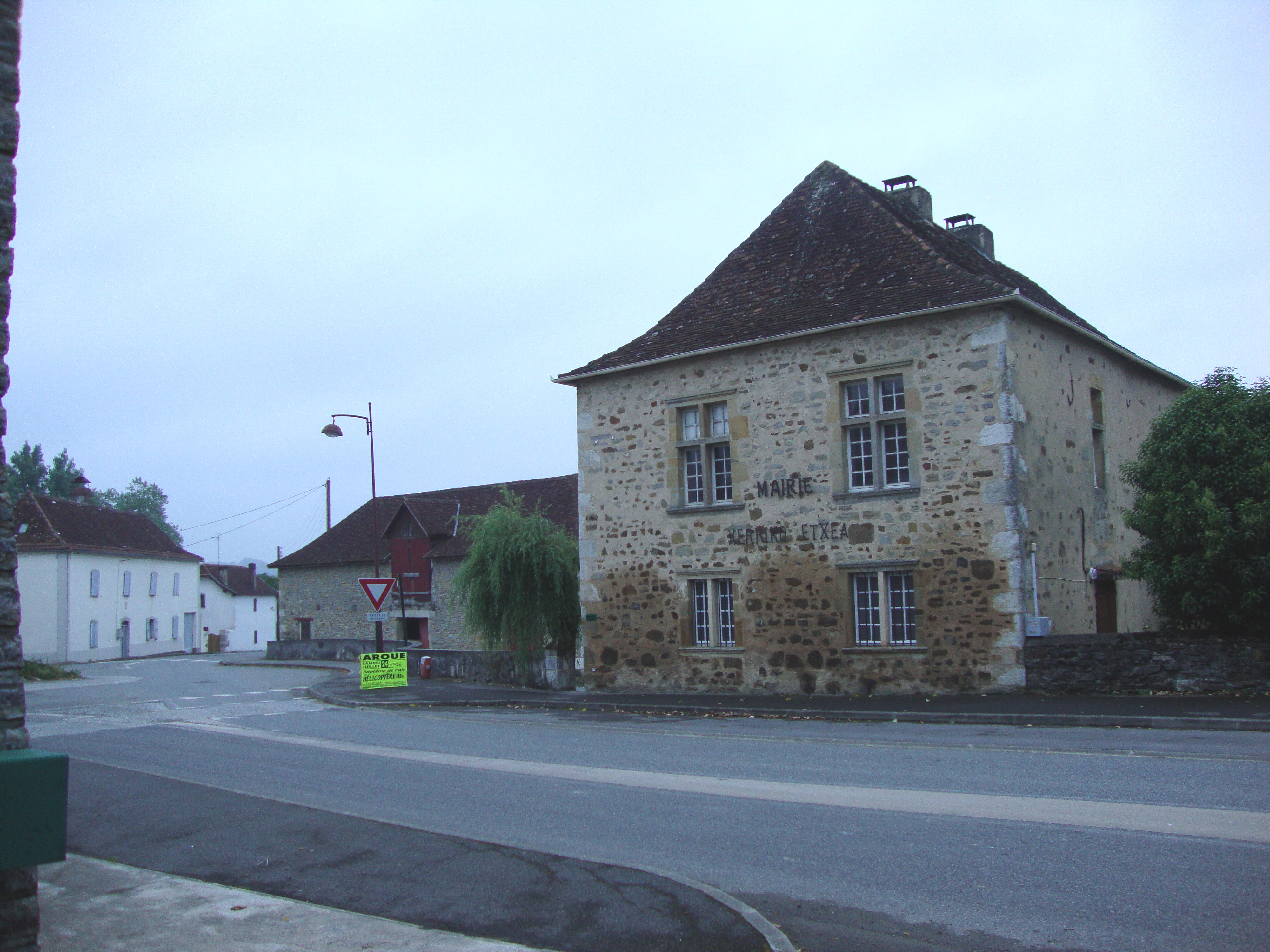
La mairie, située à Aroue.

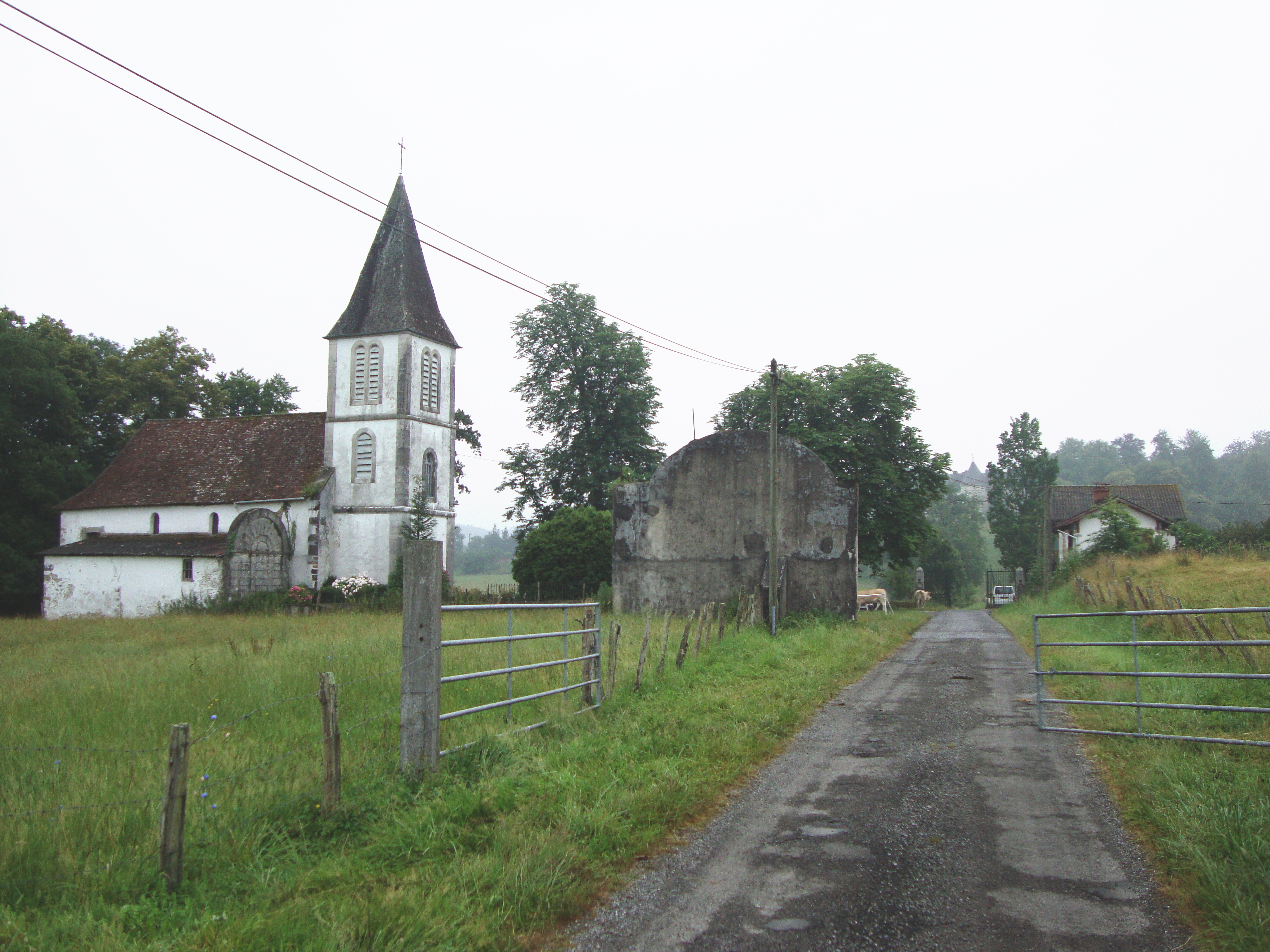
Vue du village d'Ithorots, l'église, le fronton, au fond : le château.

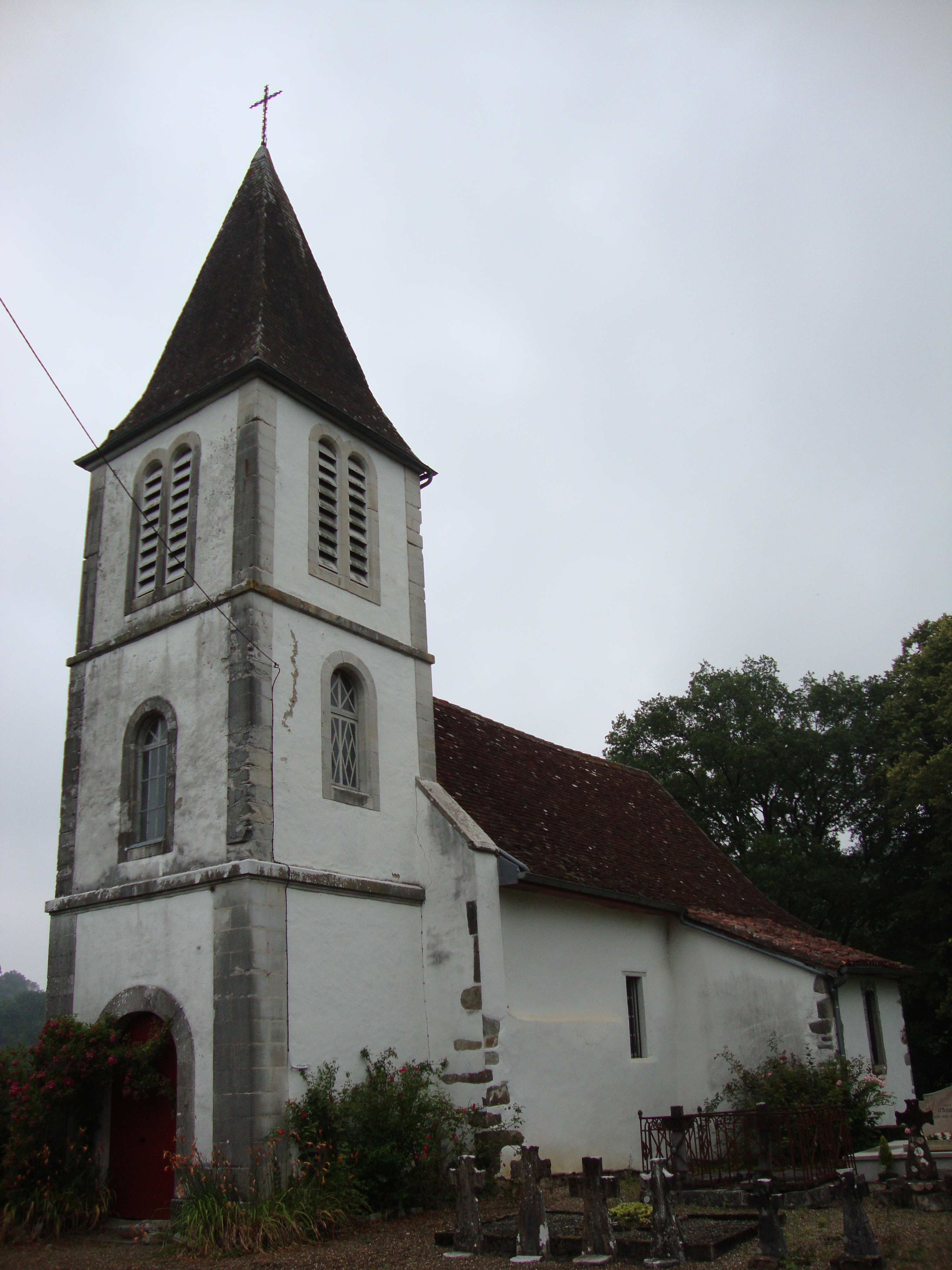
L'église d'Ithorots.

#### Patrimoine civil
C’est un village à l’architecture typique de l'est du Pays basque : toits à deux pentes couverts de tuiles, murs blanchis à la chaux, avec, dans le bourg, des maisons du XVIe siècle.
Comme dans beaucoup de villages basques, le fronton de pelote voisine avec l’église.
Il existe deux châteaux sur la commune, celui de  Joantho et celui d’Abbadie.

#### Patrimoine religieux
La commune se trouve sur le GR 65. Elle marque le début du 7e tronçon de ce GR inscrit par l'UNESCO au Patrimoine mondial. Le dossier de présentation à l'UNESCO la situe sur la via Podiensis du pèlerinage de Saint-Jacques-de-Compostelle. Il n'y a pas de véritable justification historique à cela mais c'est un fait contemporain important pour cette petite localité. Une justification a été trouvée par le docteur Urrutibetehy, pionnier du tracé des chemins dans la région (c'est lui qui a installé la stèle dite de Gibraltar et en a fait un point de convergence de ces chemins). Il a vu dans le cavalier figurant sur le linteau de la porte de la sacristie une représentation de saint Jacques Matamore.
L’église Saint-Étienne à Aroue, romane remaniée au XIXe siècle présente parmi ses sculptures du XIIe siècle un saint Jacques à cheval, image espagnole du « matamoro ».
L'église Saint-Samson, d'Ithorots, date du XIXe siècle.
L'église d'Olhaïby recèle du mobilier du XVIIIe siècle, inventorié par le ministère de la Culture (retable, chandeliers, statues, tabernacle, tableau, croix d'autel et de procession).

### Personnalités liées à la commune
- Laurent d'Abbadie, homme politique né le 28 octobre 1776 à Pau et décédé le 2 août 1851 à Ithorots-Olhaîby.
- Franz Duboscq, né à Saint-Jean-de-Luz en 1924, fut député puis sénateur, ancien président du conseil général et maire de la commune jusqu'en 2001.

## Pour approfondir